# راه سنگفرش اشکورات به رحیم‌آباد
راه سنگفرش اشکورات به رحیم آباد مربوط به دوره قاجار است و در شهرستان رودسر، روستای سیاه کشان دیی بن واقع شده و این اثر در تاریخ ۲ بهمن ۱۳۸۲ با شمارهٔ ثبت ۱۰۷۱۵ به‌عنوان یکی از آثار ملی ایران به ثبت رسیده‌است.